# Textus Receptus

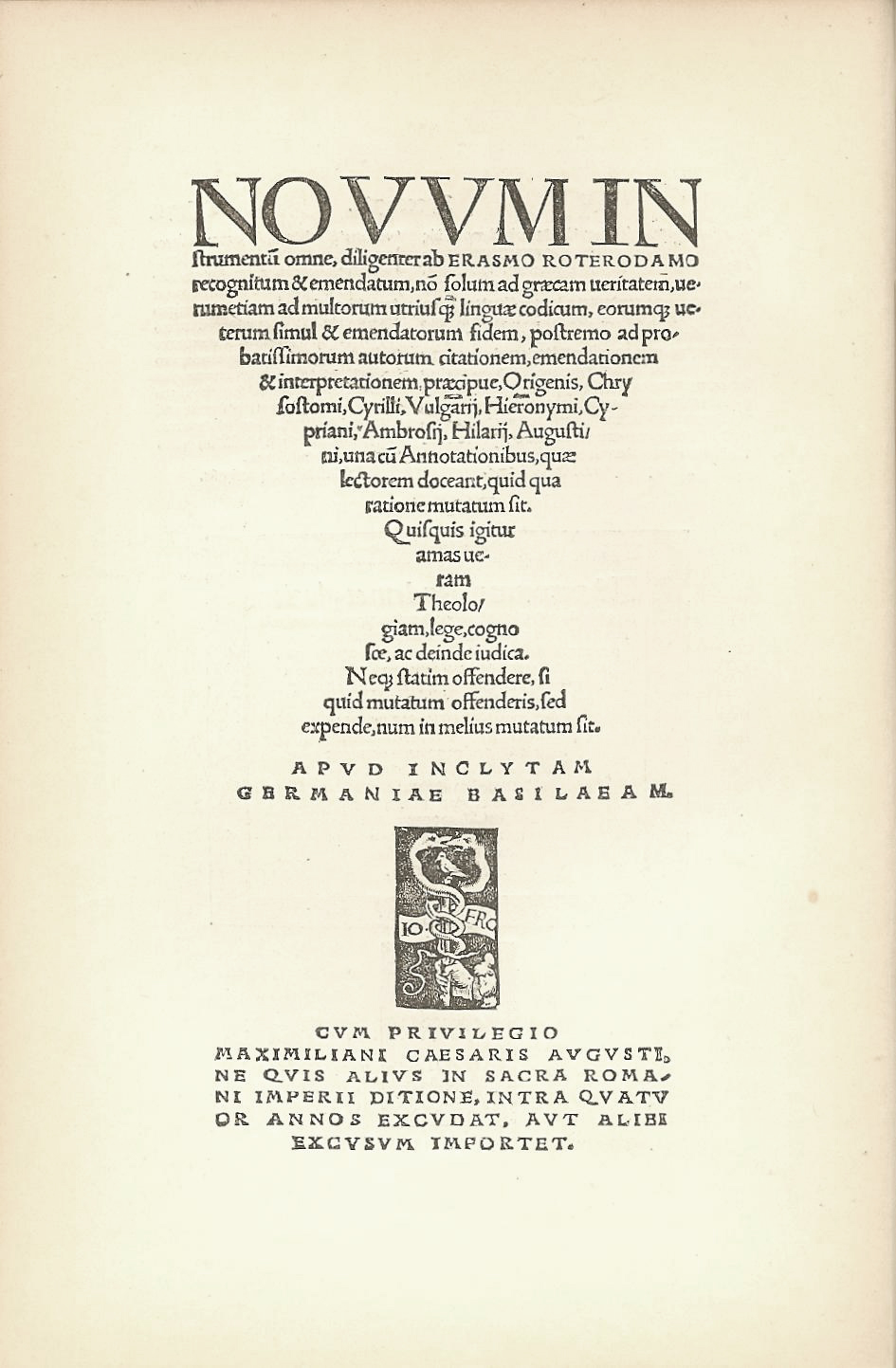
Перша сторінка Нового Заповіту з видання Еразма

Textus Receptus (загальноприйнятий текст) — тип грецького тексту Нового Заповіту, представлений у друкованих виданнях XVI — XVII століття і оснований на пізніх рукописах візантійського типу тексту, з невеликими різночитаннями Кесарійського типу тексту, Вульгати та західного типу тексту. Він не є класичним візантійським текстом і часом помилково іменується «текстом більшості». На основі Textus Receptus було зроблено європейські переклади Нового Заповіту XVI–XIX ст.

## Історія
Першою друкованою книгою була Вульгата, так звана Біблія Гутенберга (1452—1456).
Першим друкованим виданням грецького Нового Заповіту був V том «Комплютенської багатомовної Біблії» (Поліглотти), виданий 10 січня 1514 року, але потрапив у продаж 1522 року. Тому першим опублікованим грецьким Новим Заповітом виявилося видання, підготовлене Еразмом Роттердамським (1469—1536). Видання було закінчене 1 березня 1516 в Базелі. Більшу частину новозавітних текстів Еразм узяв з двох рукописів, знайдених ним у монастирській бібліотеці в Базелі: Євангелія — з однієї, Дії апостолів і Послання — з іншої, обидва рукописи датуються XII століттям. Еразм не мав повного тексту Об'явлення Івана Богослова: бракувало шести останніх віршів, крім того, було декілька лакун всередині рукопису. Вірші, що були відсутні в грецьких рукописах, Еразм переклав з латинської Вульгати. При упорядкуванні цього видання було використано такі манускрипти (за нумерацією Грегора-Аланда): 1, 1rK, 2e, 2ap, 4ap, 7, 817.; у другому виданні (1519) Еразм додатково використовував мінускул 3.

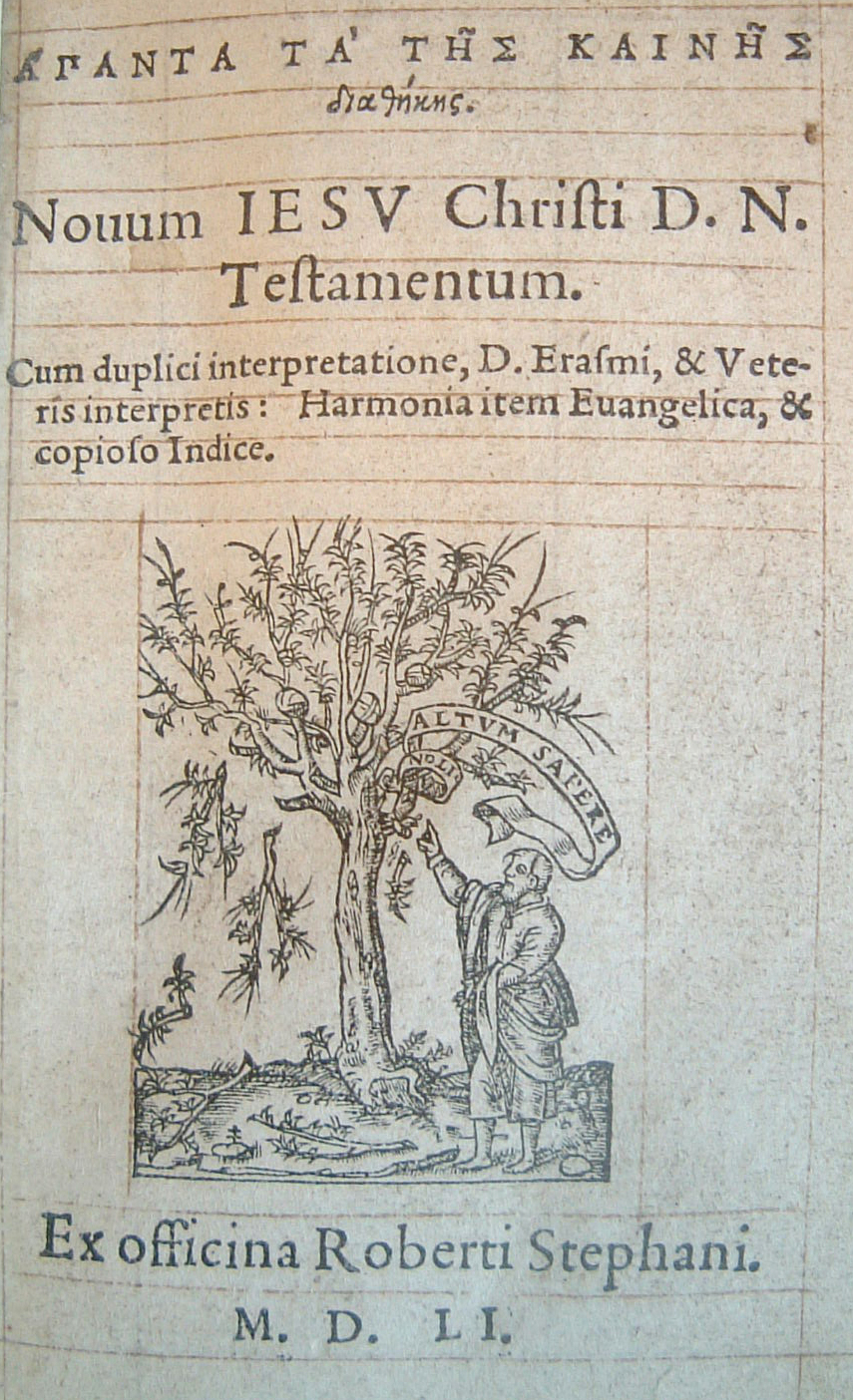
4-е видання Нового Заповіту Робера Етьєна

Відомий паризький видавець і друкар Робер Етьєн (фр. Robert Estienne, лат. Stephanus — Стефан, 1503—1559) випустив чотири видання Нового Заповіту (1546, 1549, 1550 та 1551). Етьєн використовував текст Еразма, порівнявши його з текстом, виданим в Алкала, і 15 рукописами.
Теодор де Без (Theodore de Bese) (1519—1605), друг і послідовник Кальвіна, який жив в Женеві, використовував 3-тє видання Стефана.
У 1624 році брати Бонавентура і Авраам Ельзевіри, друкарі з Лейдена, випустили видання Нового Заповіту грецькою мовою, текст якого був запозичений з видання Бези 1565 року. В передмові до другого видання (1633) було сказано:
| Ось перед тобою текст, який нині прийнятий усіма, і в якому ми не даємо нічого виправленого або помилкового. Оригінальний текст (лат.) Textum ergo habes, nunc ab omnibus receptum, in quo nihil immulatum aut corruptum damus. |

Таким чином, випадкова фраза, закріпила за Textus Receptus назву загальноприйнятого, стандартного тексту.